# عبد الحسين الخليلي
عبد الحسين بن مهدي بن حسن الخليلي (1877 - 1937) طبيب وشاعر عراقي. ولد في النجف ونشأ فيها. تعلّم القرآن والنحو، ثم سافر مع أبيه إلى الحلّة، حيث أبوه الطبيب الوحيد فيها، ثم رجع إلى النجف فأكمل الدراسة في النحو والمنطق والأدب، ثم غادر إلى والده في الحلّة ودرس عليه الطب، ولازمه فنبغ. تميّز بذكائه وفطنته. توفي في الحلّة مريضًا بالاستسقاء. له تعليقات على شرح ابن النفيس، وحواش على قانون ابن سينا وأرجوزه في النبض. 

## سيرته
ولد عبد الحسين بن مهدي بن حسن الخليلي الرازي في مدينة النجف سنة 1294 هـ/ 1877م. ونسب إلى جده خليل بن علي الرازي. تلقى تعليمه المبكر في النجف إذ قرأ القرآن وشيئًا من النحو، ثم سافر إلى الحلة مع والده الطبيب، وكان عمره ثلاثة عشر عامًا، غير أنه رجع إلى النجف لاستكمال دراسته، فدرس النحو والأدب والمنطق، وحين عاد إلى الحلة درس على أبيه فنون الطب القديم ولازمه وتلقى تدريباته على يديه. كان ذكيًا سريع الحفظ حاضر النكتة.

توفي في مدينة الحلة سنة 1937 م/ 1356 هـ.

## شعره
ذكره عبد العزيز البابطين في معجمه وقال «الشعر القليل المتاح لا يعطي فكرة صحيحة عن موهبته، وإن ألمحت قطعته في العتاب إلى قدرة على تطويع المعاني، كما دلت الأرجوزة على ثراء معجمه اللفظي.» له أرجوزة في الطب من الشعر التعليمي، وقطعتين في العتاب والرثاء. من شعره بعنوان أمن المروءة:

## مؤلفاته
له تعليقات على شرح ابن النفيس، وحواش على قانون ابن سينا وأرجوزه في النبض.